# Jungle Trailblazer (Fantawild Asian Legend)
Jungle Trailblazer, chinesisch: 丛林飞龙, ist eine Holzachterbahn der Designer „The Gravity Group“ im Fantawild Asian Legend bei Nanning in China, die am 8. August 2018 eröffnet wurde.
Die 975 m lange Strecke erreicht eine Höhe von 33 m und verfügt über eine 30,7 m hohe erste Abfahrt von 61°, auf der die Züge eine Höchstgeschwindigkeit von 87 km/h erreichen.

## Züge
Jungle Trailblazer verfügt über zwei Züge des Herstellers Gravitykraft Corporation mit jeweils zwölf Wagen. In jedem Wagen können zwei Personen (eine Reihe) Platz nehmen.